# Tricimba virgulata
Tricimba virgulata är en tvåvingeart som först beskrevs av Günther Enderlein 1911.  Tricimba virgulata ingår i släktet Tricimba och familjen fritflugor. Inga underarter finns listade i Catalogue of Life.